# Carex alluvialis
Carex alluvialis är en halvgräsart som beskrevs av Ernst Figert. Carex alluvialis ingår i släktet starrar, och familjen halvgräs. Inga underarter finns listade i Catalogue of Life.